# Pamela Lyndon Travers
Pamela Lyndon Travers, rodným jménem Helen Lyndon Goff (9. srpna 1899, Maryborough, Queensland, Austrálie – 23. dubna 1996, Londýn, Spojené království) byla australská herečka a spisovatelka žijící ve Spojeném království. Psát začala v meziválečném období a ve psaní pokračovala i v období po druhé světové válce. Jejím vůbec nejznámějším dílem se staly knihy o Mary Poppinsové.
Narodila se v Austrálii, vyrůstala na cukrové plantáži v Maryborough spolu se svými dvěma sestrami. Její otec Travers Robert Goff byl bankovním úředníkem, její matka se jmenovala Margaret Agnessová. Své dětství strávila v Austrálii. Do svých 20 let pracovala jako herečka, tanečnice a spisovatelka v rodné Austrálii. Toužila vidět svět, proto odcestovala do irského Dublinu, kde se spřátelila s irským básníkem Georgem Russelem. Nějakou dobu žila v Irsku, později v Londýně, cestovala i do USA. V době, kdy se zotavovala z vážné choroby v roce 1934 napsala knihu Mary Poppinsová. Před jejím vydáním přijala pseudonym P. L. Travers.
Napsala celkem osm knih o Mary Poppinsové. Zemřela v Londýně ve věku 96 let. V roce 1977 obdržela Řád britského impéria za literární dílo. V roce 2013 natočil americký režisér John Lee Hancock film Zachraňte pana Bankse o prvním zfilmování knihy o Mary Poppins.